# IC 4666
IC 4666 је појединачна звијезда у сазвјежђу Змај која се налази на листи објеката дубоког неба у Индекс каталогу.
Деклинација објекта је + 55° 46' 33" а ректасцензија 17h 46m 2,3s.